# Рич (округ, Юта)
Шаблон:StateAbbr_ 41°37′ пн. ш. 111°14′ зх. д. / 41.62° пн. ш. 111.24° зх. д.
Округ Рич (англ. Rich County) — округ (графство) у штаті Юта, США. Ідентифікатор округу 49033.

## Історія
Округ утворений 1868 року.

## Демографія
За даними перепису 2000 року загальне населення округу становило 1961 осіб, усе сільське. Серед мешканців округу чоловіків було 998, а жінок — 963. В окрузі було 645 домогосподарств, 522 родин, які мешкали в 2408 будинках. Середній розмір родини становив 3,44.
Віковий розподіл населення поданий у таблиці:
| Стать    | До 15 років | 15-21 | 22-29 | 30-39 | 40-49 | 50-65 | 65-85 | Понад 85 |
| -------- | ----------- | ----- | ----- | ----- | ----- | ----- | ----- | -------- |
| Чоловіки | 269         | 140   | 59    | 102   | 139   | 149   | 124   | 16       |
| Жінки    | 259         | 111   | 70    | 109   | 125   | 152   | 115   | 22       |

## Суміжні округи
- Бер-Лейк, Айдахо — північ
- Лінкольн, Вайомінг — північний схід
- Юїнта, Вайомінг — південний схід
- Самміт — південь
- Морган — південний захід
- Вебер — захід
- Кеш — захід
- Франклін, Айдахо — північний захід